# Carabus rumelicus
Carabus rumelicus es una especie de insecto adéfago del género Carabus, familia Carabidae. Fue descrita científicamente por Chaudoir en 1867.
Habita en Líbano, Siria y Turquía. Mide 17,5 milímetros (0,69 pulgadas) de largo.